# Sperrbrecher 14
Als Sperrbrecher 14 wurde ein Minenabwehrfahrzeug bezeichnet, das die Kriegsmarine von 1940 bis 1942 einsetzte. Das 1929 gebaute Frachtschiff fuhr bis 1940 als Tai Ping bei der norwegischen Reederei Wilh. Wilhelmsen im Überseedienst und wurde im Mai 1940 von der deutschen Wehrmacht beschlagnahmt. Nachdem es kurzzeitig der Unterweser Reederei als Bockenheim zugewiesen war, requirierte die Kriegsmarine das Schiff und setzte es als Sperrbrecher ein – bis zur Außerdienststellung nach einem Minenschaden 1942.

## Geschichte

### Norwegisches FrachtschiffTai Ping
Nach der Auslieferung 1929 registrierte die Reederei die Tai Ping in Tønsberg am Oslofjord, wo sie bis zur Beschlagnahme durch die Deutschen 1940 beheimatet blieb. Wie die meisten der Schiffe der Reederei wurde auch die Tai Ping im Überseehandel eingesetzt: So lief das Schiff bereits direkt nach der Indienststellung von Oslo zunächst nach New York City, das es im Januar 1930 erreichte. Von dort ging es über die Zwischenstation Newport News durch den Panamakanal an die amerikanische Pazifikküste nach Los Angeles. Anschließend ging es nach Manila auf den Philippinen, weiter über Shanghai und Hongkong nach Kōbe und Yokohama in Japan – und zurück nach New York, das sie Ende August 1931 wieder erreichte.
Während der deutschen Besetzung Norwegens, des Unternehmens Weserübung, lag die Tai Ping am 9. April 1940 in der Werft von Akers Mekaniske Verksted in Oslo zur Reparatur und wurde dort von der Kriegsmarine sichergestellt. Diese erfasste das Schiff am 9. Mai zunächst, bevor sie es am 28. Mai 1940 für das Deutsche Reich beschlagnahmte.

### FrachtschiffBockenheim
Die beschlagnahmte Tai Ping wurde am 1. Juni 1940 zur Bereederung an die Unterweser Reederei AG (URAG) in Bremen übergeben und erhielt am 11. Juni den Namen Bockenheim, einem Stadtteil von Frankfurt am Main. Bei der URAG war dies das vierte Schiff dieses Namens. Die zuvor letzte Bockenheim hatte die URAG für den Erztransport der Muttergesellschaft, der Metallgesellschaft, eingesetzt; sie wurde am 11. April 1940 bei Narvik von der eigenen Besatzung versenkt, da sie herannahende deutsche Zerstörer für gegnerische Einheiten hielt. Das norwegische Schiff gab die Reichsregierung als Ersatz für die gerade selbstversenkte Bockenheim an die URAG.
Diese vierte Bockenheim verblieb jedoch nur kurze Zeit bei der URAG, da die Kriegsmarine das Schiff bereits nach wenigen Wochen für eigene Zwecke endgültig requirierte und ab 2. August 1940 zum Sperrbrecher umbauen ließ.

### Sperrbrecher 14
Die Kriegsmarine ließ das Schiff – wie auch drei weitere Schiffe der Reederei Wilh. Wilhelmsen – zum Sperrbrecher umbauen, da es für den Einsatz in der Biskaya oder den rauen Gewässern der Nordsee gut geeignet war und die starken Schiffswände und der hohe Freibord eine größere Widerstandskraft bei Minendetonationen versprachen.
Der Umbau fand vom 2. August bis zum 15. Oktober 1940 auf der Seebeckwerft in Bremerhaven statt. Dabei wurde das Schiff mit einer Schutzstauung vor allem aus Sand und leeren Fässern, einer VES-Anlage sowie einer Bewaffnung aus zwei 105-mm-Geschützen, vier 37-mm- und fünf 20-mm-Flak ausgerüstet. Die Indienststellung erfolgte am 30. November 1940 in Wesermünde als Sperrbrecher 14 für die erst im Juli gegründete 2. Sperrbrecherflottille.
Das Einsatzgebiet der Flottille lag an der französischen Küste zwischen Brest und der spanischen Grenze, nach Bildung der 6. Sperrbrecherflottille zum 1. Juli 1941 zwischen der Loire-Mündung und der spanischen Grenze. Hauptstützpunkt der Flottille war Royan, Einsatzhäfen waren zudem Saint-Nazaire, La Rochelle, La Pallice und Bordeaux. Zu den Aufgaben zählte das Freihalten der Zufahrtswege zu den Häfen für die deutschen U-Boote, Blockadebrecher und Versorger.
1942 befanden sich die Schiffe der 2. Sperrbrecherflottille im Dauereinsatz. Bei ihrem letzten Einsatz erzielte Sperrbrecher 14 am 22. Juni 1942 drei Räumerfolge vor Royan, davon ein direkter Minentreffer unter dem Maschinenraum. Dieser Treffer beschädigte die Maschinenanlage so schwer, dass diese hätte ausgewechselt werden müssen. Das Schiff wurde zunächst nach Bordeaux verbracht. Zusätzliche Schäden erhielt es dort beim Angriff einer britischen Kommando-Einheit während der Operation Frankton im Dezember 1942. Die Gruppe war vom britischen U-Boot Tuna gestartet und auf der Gironde nachts mit Kanus zum Hafen von Bordeaux gelangt. Dort brachte sie am 12. Dezember 1942 an mehreren Schiffen Haftminen an. Sperrbrecher 14 erhielt dadurch weitere Schäden, ebenso beschädigt wurden die Blockadebrecher Alabama, Tannenfels, Portland und Dresden. Noch am selben Tag stellte die Kriegsmarine die Bockenheim aufgrund der Schäden außer Dienst.
Das Schiff verblieb zunächst in Bordeaux und wurde am 25. August 1944 in der Girondemündung in der Nähe von Bassens als Blockschiff versenkt, um die Nutzung des Hafens von Bordeaux durch die Alliierten zu verhindern.
Im März 1945 wurde das Schiff gehoben und ein Jahr später nach Pasajes in Spanien geschleppt, wo es bis Februar 1949 abgewrackt wurde.

## Bau und technische Daten
Das Schiff wurde auf der schwedischen Kockums-Werft in Malmö für die norwegische Reederei Wilh. Wilhelmsen am 10. August 1928 unter der Baunummer 159 auf Kiel gelegt. Der Stapellauf erfolgte am 16. März 1929 unter dem Namen Tai Ping – chinesisch für „großer Frieden“ bzw. „Glück“ – und die Übergabe an die Reederei am 16. Juni des Jahres.
Ihre Länge betrug 147,51 Meter über alles, sie war 18,49 Meter breit und wies einen Tiefgang von 8,76 Metern auf. Sie verdrängte 14.250 Tonnen und war mit 7.019 BRT vermessen. Der Antrieb bestand aus zwei Kockums-8-Zylinder-Viertakt-Dieselmotoren, die zusammen 7.500 PS leisteten und auf zwei Schrauben wirkten. Damit erreichte sie eine Geschwindigkeit von 15 Knoten und eine Reichweite von 31.600 Seemeilen bei einem Bunkervorrat von 226 Tonnen Öl.
Wie fast alle Wilhelmsen-Schiffe hatte sie die Möglichkeit, bis zu zwölf Passagiere mitzunehmen. Das Schiff verfügte auch über einen Kühlfrachtraum.